# Бащиньский, Марцин
Ма́рцин Бащи́ньский (пол. Marcin Baszczyński; 7 июня 1977, Руда-Слёнска, Польша) — польский футболист, защитник.

## Карьера

### Клубная
Начинал карьеру в команде «Погонь» из Руды-Слёнской, затем выступал за «Рух» из Хожува. В 2000 году перешёл в краковскую «Вислу», в составе которой шесть раз становился чемпионом Польши. Сейчас играет за греческий «Атромитос».

### В сборной
Сыграл 35 игр за сборную Польши, один раз забил гол. В составе сборной отправился на чемпионат мира 2006 года.